# Пробирный камень

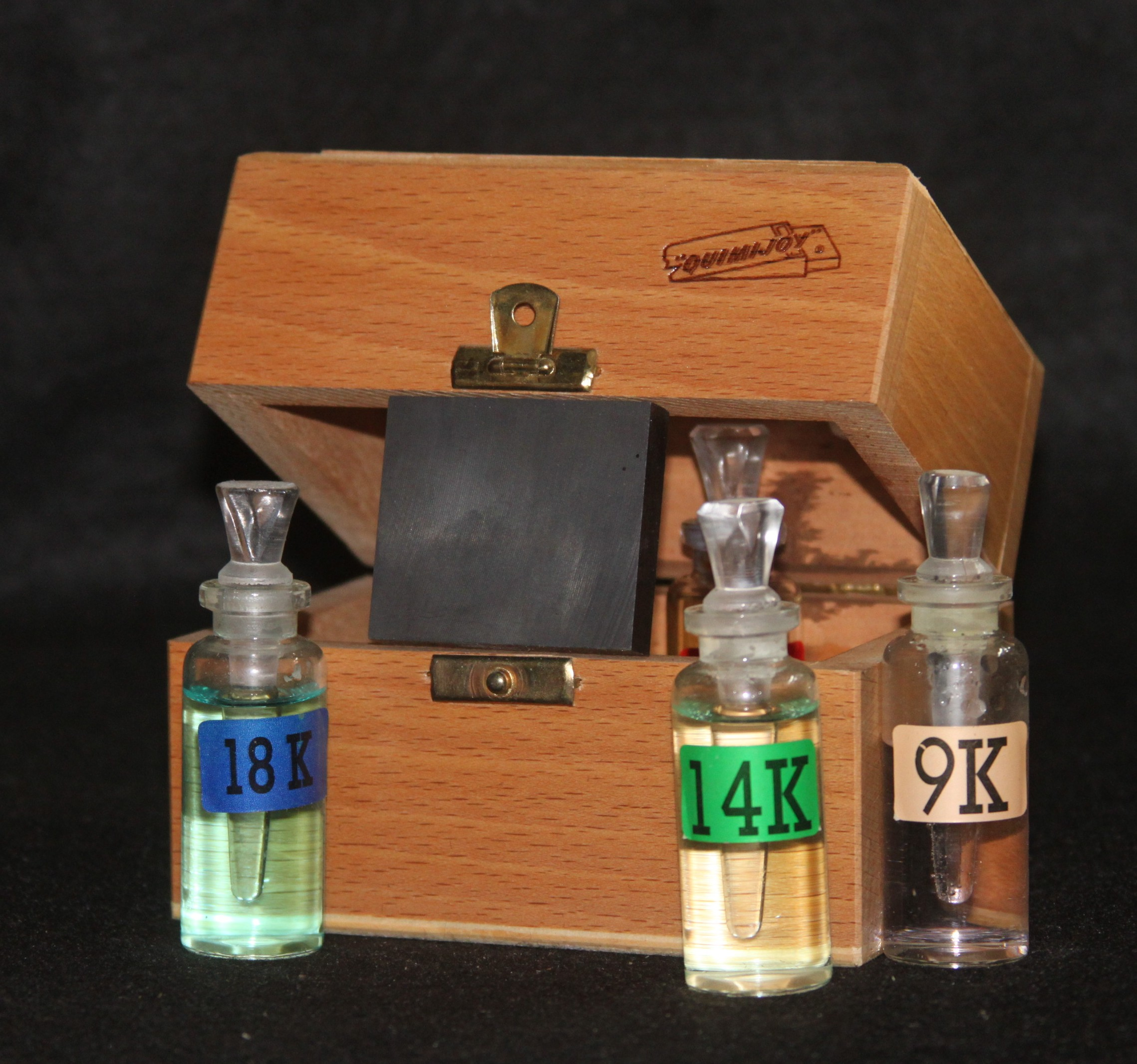
Пробирный камень
и флаконы с кислотами

Пробирный камень (Лидийский камень, Лидит) — небольшой брусок тёмного камня, такого как слабометаморфизированный, тонкозернистый, углистый, кремнистый сланец, который используется для определения пробы благородных металлов. Он имеет мелкозернистую поверхность, на которой мягкие металлы, в частности золото, оставляют видимые следы. Поскольку золото разных проб имеет разные цвета, неизвестный образец можно сравнить с образцами известной чистоты. Для более точного анализа можно использовать кислоты: след будет реагировать по-разному на определённые концентрации азотной кислоты или царской водки, тем самым определяя качество золота.
Пробный камень известен с древнейших времён. В частности, он использовался в Хараппский период Индской цивилизации около 2600—1900 до н. э. для проверки чистоты мягких металлов. Он также использовался в Древней Греции. Богатые месторождения горной породы, использовавшейся в качестве пробирного камня, находились на территории древнего государства Лидия в Малой Азии, — отсюда и второе его название «лидийский камень».
Согласно Горной энциклопедии (1984—1991), основными требованиями к пробирному камню являются: твёрдость по минералогической шкале 4,6-6,5; химический состав SiO2 75-90 %, С 8-23 %, примеси (Al, Fe, Ca, Mn, S, Na и другие) не более 2 %. Пробирный камень должен быть без трещин и не должен вступать в реакции с неорганическими кислотами и их смесями. На территории России горные породы, соответствующие данным требованиям, встречаются на Урале, на юге Камчатки, в Карелии и в Забайкалье в районе реки Усть-Баргузин.
В 1879 году русский геолог Александр Иностранцев определил и изучил горную породу, добываемую в Заонежье, обладающую свойствами пробирного камня, и дал ей название шунгит.
Существует технология изготовления искусственных пробирных камней.